# Ksena – princeza ratnica

Xena - princeza ratnica (eng. Xena: Warrior Princess) je Emmyjem nagrađena američka kultna televizijska serija. Prikazivana je od 15. rujna 1995. do 18. lipnja 2001. na kanalu Syndication.
Nastala je kao spin-off TV serije Hercules: The Legendary Journeys gdje se Xena (Lucy Lawless) pojavljuje u epizodnoj ulozi manjeg značaja. Serija govori o Xeninoj potrazi za iskupljenjem svojih grijeha iz prošlosti, tako što koristi svoje borbene vještine kako bi pomogla ljudima. Gabrielle (Renee O'Connor) je Xenina najbolja prijateljica i njih dvije svuda putuju zajedno.

Serija počinje uvodnom naracijom:
 „In a time of ancient gods, warlords and kings, a land in turmoil cried out for a hero. She was Xena, a mighty princess forged in the heat of battle. The power, the passion, the danger. Her courage will change the world.“

„U doba drevnih bogova, vojskovođa i kraljeva, Zemlja u previranju vapila je za junakom. Ona je Xena, moćna princeza, stvorena u žaru bitke. Sila, strast, opasnost. Njezina hrabrost promijenit će svijet.“ – uvodnu naraciju, čita Don LaFontaine.

## Likovi
- Xena (Lucy Lawless): Nakon što je vojska napala njezino rodno selo Amfipol, i vojnici su ubili njezinog mlađeg brata, započela je svoju okrutnu osvetu, te je i sama postala bezobzirnom ratnicom. Okuplja vojsku ratnika oko sebe i kreće u pljačkaški pohod, gdje je i susrela Herculesa. Spletkom okolnosti je postala pročišćena i odlučila se boriti samo za dobro. U Gabrielle pronalazi vjernu prijateljicu i zamjenu za obitelj koju je izgubila. Ipak, iz prošlosti je zadržala svoju temperamentnu narav, te često proispituje svoju mračnu prošlost.

- Gabrielle (Renee O'Connor): Na početku serije, naivna i brbljava djevojka iz malog sela Potidaea, koja se pridružuje nevoljkoj Xeni i putuje s njom po cijelom poznatom svijetu. Gabrielle je darovita pripovjedačica, te se često i spašava riječima iz opasnih situacija. Postupno i sama uči borilačke vještine, te se sve manje mora oslanjati na lukavost za izvlačenje iz problema. Tijekom godina s Xenom je prošla kroz brojne probleme i naizgled nerješive situacije.

- Joxer (Ted Raimi): Sebe smatra velikim ratnikom, ali je zapravo nespretan i netalentiran za borbu, ali je također i dobra srca. On je blizak prijatelj Xene i Gabrielle. Beznadno je zaljubljen u Gabrielle, koja ga vidi samo kao prijatelja. Borbeni oklop koji uvijek nosi je sam napravio, i često mu se raspadne čak i prije same borbe. Joxer je iz Atene i ima dva blizanca.

- Callisto ( Hudson Leick): Kao mlada djevojka je svjedočila Xeninom napadu na njezino selo pri kojem joj je ubijena obitelj. Željna osvete, odrasta u okrutnu ratnicu kojoj je Xena zakleti neprijatelj.

- Ares (Kevin Smith (novozelandski glumac)): Bog rata, te bivši Xenin mentor, koji ne preza ni pred čim kako bi ostvario svoje ciljeve. U mnogim situacijama pokazuje da ima stvarne osjećaje za Xsenu, koji su mu i uzvraćeni. U jednom trenutku on žrtvuje svoju besmrtnosti za nju.

- Eve/Livia/reinkarnacija Callisto (Adrienne Wilkinson): Xenina kćer rođena čudesnim začećem.

- Autolycus (Bruce Campbell): Kralj lopova i Xenin prijatelj.

## Pregled serije
| Sezona | Epizoda | Epizoda | Izvorno prikazivanje | Izvorno prikazivanje |
| Sezona | Epizoda | Epizoda | Premijera            | Finale               |
| ------ | ------- | ------- | -------------------- | -------------------- |
| Uvod   | 3       | 3       | 13. ožujka 1995.     | 8. svibnja 1995.     |
| 1.     | 24      | 24      | 4. rujna 1995.       | 29. srpnja 1996.     |
| 2.     | 22      | 22      | 12. listopada 1996.  | 10. svibnja 1997.    |
| 3.     | 22      | 22      | 27. rujna 1997.      | 16. svibnja 1998.    |
| 4.     | 22      | 22      | 3. listopada 1998.   | 22. svibnja 1999.    |
| 5.     | 22      | 22      | 2. listopada 1999.   | 20. svibnja 2000.    |
| 6.     | 22      | 22      | 7. listopada 2000.   | 23. lipnja 2001.     |

## Vanjske poveznice
- Loyaltoxena.com
- Lotolux.com